# Bun perisabil
Bunurile perisabile sunt opusul bunurilor durabile, asemănătoare cu cele de unică folosință cu specificația că consumul lor devine imposibil după un anumit timp definit ca termen de valabilitate. Caracteristica principală este aceea că imposibilitatea consumului după expirarea termenului de valabilitate intervine indiferent dacă se începe sau nu consumul lor.